# Lubichowo (gmina)
Lubichowo – gmina wiejska w województwie pomorskim, w powiecie starogardzkim. W latach 1975–1998 gmina położona była w województwie gdańskim.
W skład gminy wchodzi 12 sołectw: Bietowo, Lubichowo, Mermet, Mościska, Ocypel, Osowo Leśne, Smolniki, Szteklin, Wda, Wilcze Błota, Zelgoszcz, Zielona Góra
Siedziba gminy to Lubichowo.
Według danych z 30 czerwca 2004 gminę zamieszkiwało 5595 osób.

## Struktura powierzchni
Według danych z roku 2002 gmina Lubichowo ma obszar 161,01 km², w tym:
- użytki rolne: 34%
- użytki leśne: 57%

Gmina stanowi 11,97% powierzchni powiatu.

## Demografia

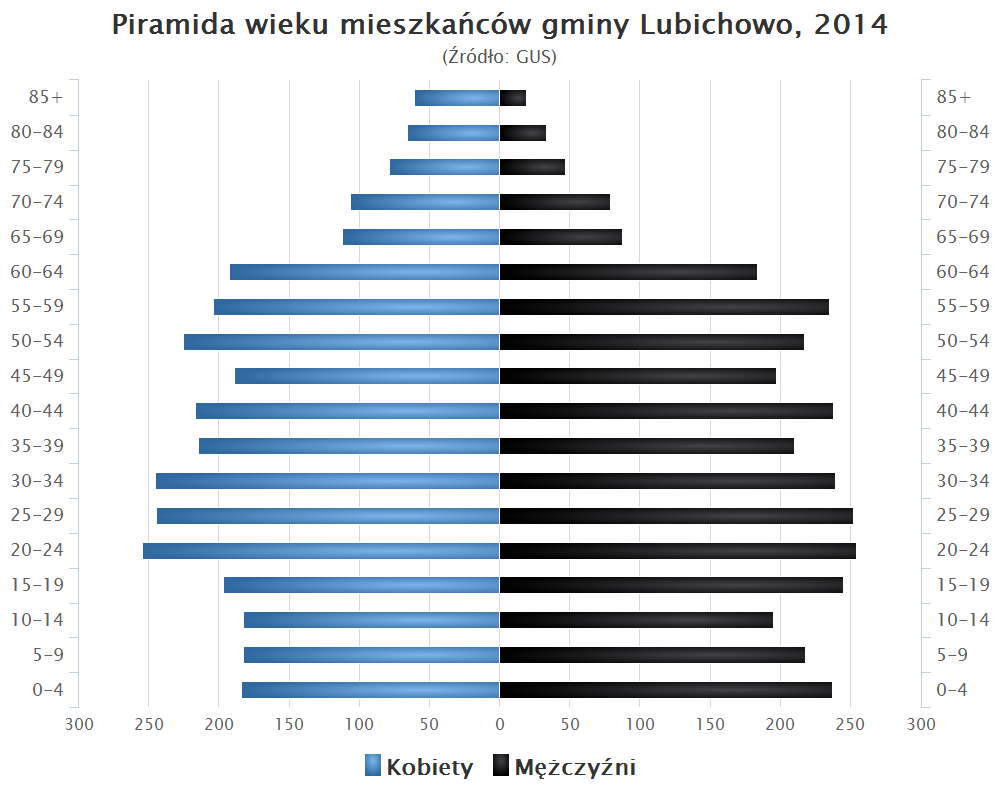
Piramida wieku mieszkańców gminy Lubichowo w 2014 roku

Dane z 30 czerwca 2004:
| Opis                              | Ogółem | Ogółem | Kobiety | Kobiety | Mężczyźni | Mężczyźni |
| --------------------------------- | ------ | ------ | ------- | ------- | --------- | --------- |
| jednostka                         | osób   | %      | osób    | %       | osób      | %         |
| populacja                         | 5595   | 100    | 2848    | 50,9    | 2747      | 49,1      |
| gęstość zaludnienia (mieszk./km²) | 34,7   | 34,7   | 17,7    | 17,7    | 17,1      | 17,1      |

## Sąsiednie gminy
Bobowo, Kaliska, Osieczna, Osiek, Skórcz, Starogard Gdański, Zblewo